# Mouzeuil-Saint-Martin
Mouzeuil-Saint-Martin är en kommun i departementet Vendée i regionen Pays de la Loire i västra Frankrike. Kommunen ligger i kantonen L'Hermenault som tillhör arrondissementet Fontenay-le-Comte. År 2022 hade Mouzeuil-Saint-Martin 1 211 invånare.

## Befolkningsutveckling
Antalet invånare i kommunen Mouzeuil-Saint-Martin
| Referens: INSEE |